# Tragédie de Vargas
 (septembre 2022).
Si vous disposez d'ouvrages ou d'articles de référence ou si vous connaissez des sites web de qualité traitant du thème abordé ici, merci de compléter l'article en donnant les références utiles à sa vérifiabilité et en les liant à la section « Notes et références ».
La tragédie de Vargas, (en espagnol, Tragedia de Vargas) ou désastre de Vargas est un glissement de terrain d'une ampleur exceptionnelle survenu en décembre 1999 au Venezuela, dans l'État de La Guaira au bord de la mer des Caraïbes et à proximité du district métropolitain de Caracas.

## Historique
La catastrophe est due à l'accumulation de plusieurs facteurs.
La première cause est due aux pluies torrentielles qui se sont abattues sur le pays pendant le mois de décembre ; en effet, il a plu 1 200 mm durant le mois. Les 15 et 16 décembre particulièrement, il est tombé 791 mm de pluie, ce qui est considérable. 
Ensuite, les écoulements ont provoqué un glissement de terrain, emportant tout sur son passage. 
Les conséquences de cette catastrophe sont terribles. Le glissement de terrain a entraîné dans sa chute boue et blocs de pierre, et les cours d'eau ont quitté leur lit provoquant d'importants débordements. 
Le bilan en vies humaines est très lourd avec environ 20 000 morts, des milliers de sans-abris et 100 000 blessés.
La reconstruction des villes se trouvant dans le passage de l'éboulement est très longue. Cela entraîne de graves problèmes économiques, du fait que le déblaiement des roches et la reconstruction sont particulièrement onéreux mais aussi parce que les habitants des villes ont perdu leur emploi et sont privés de revenus.

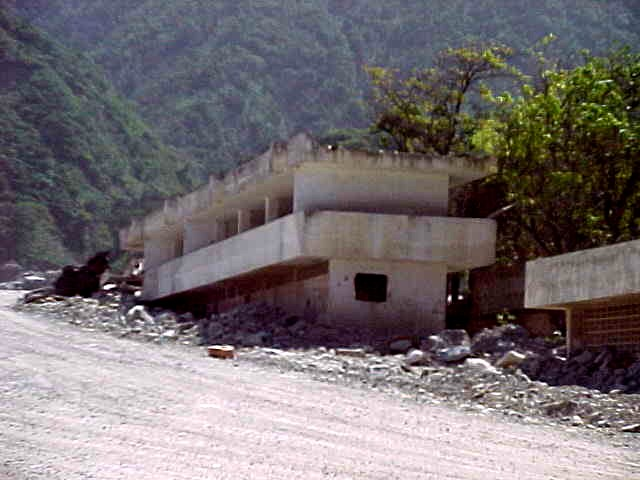
Camuri Chico plage
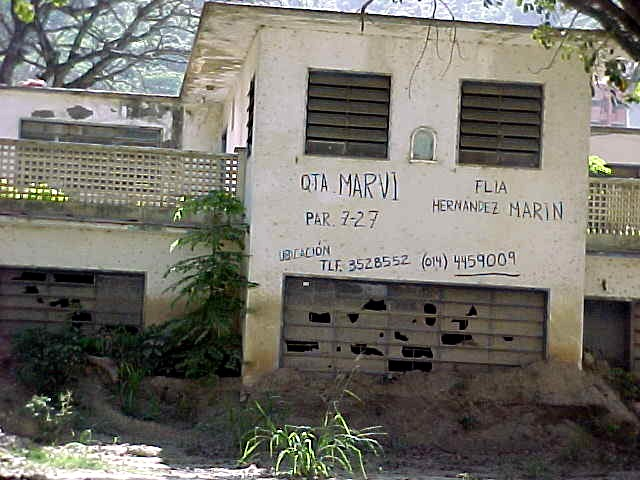
Maison Caraballeda
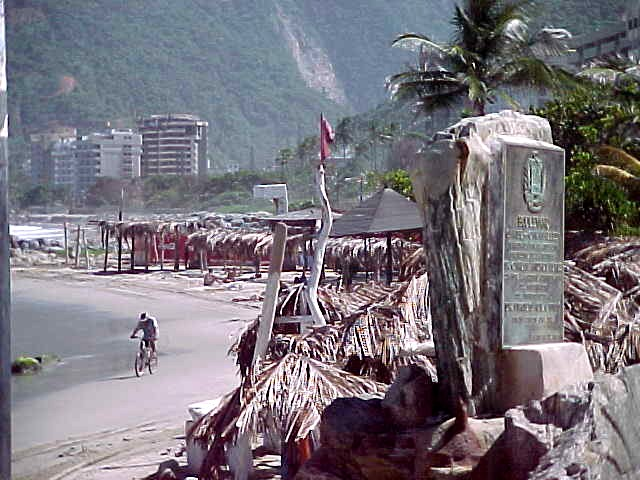
Los Cocos plage
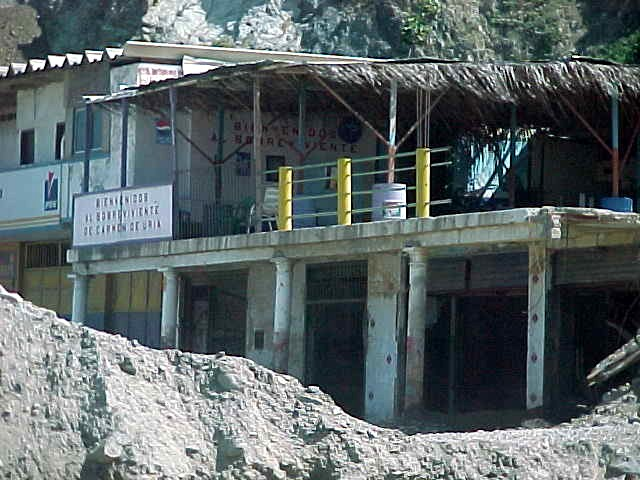
Carmen de Urea
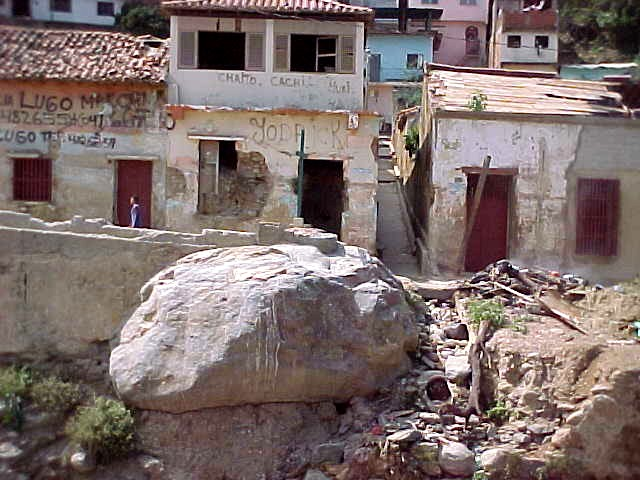
La Guaira
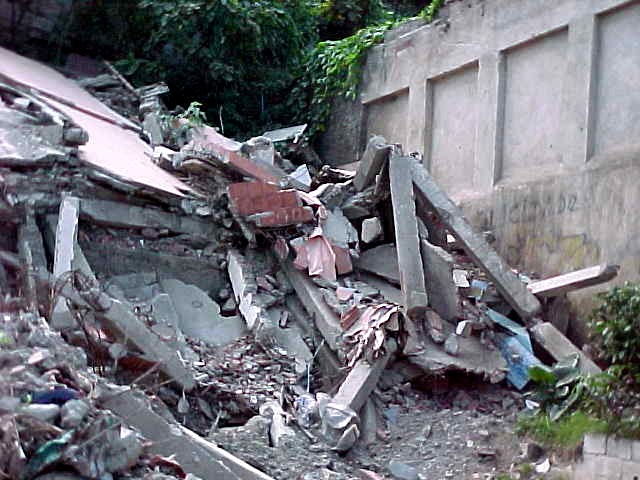
La Guaira
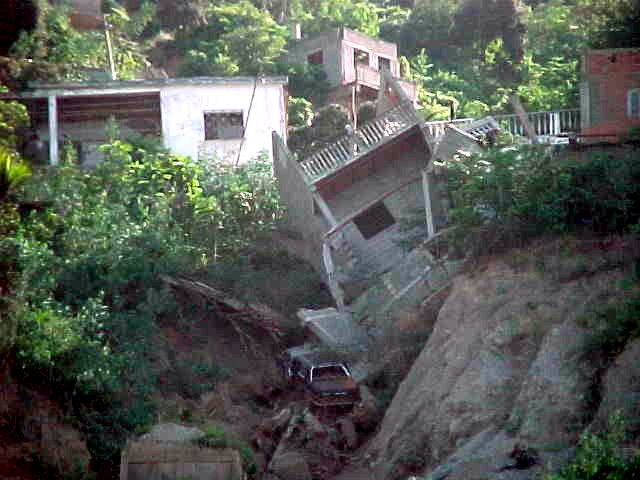
Las Salinas
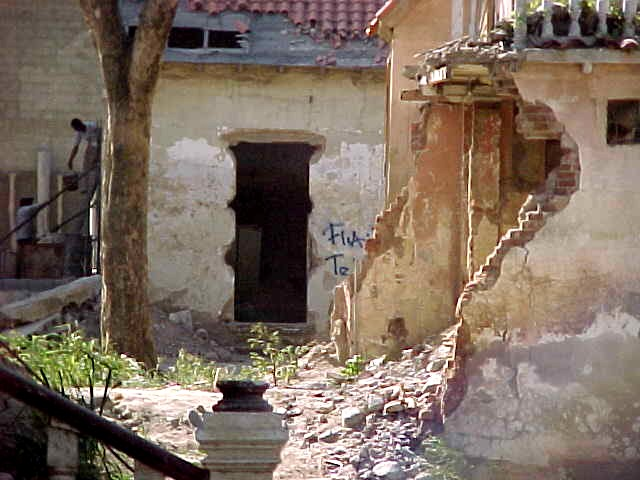
Macuto